# Cervignano del Friuli

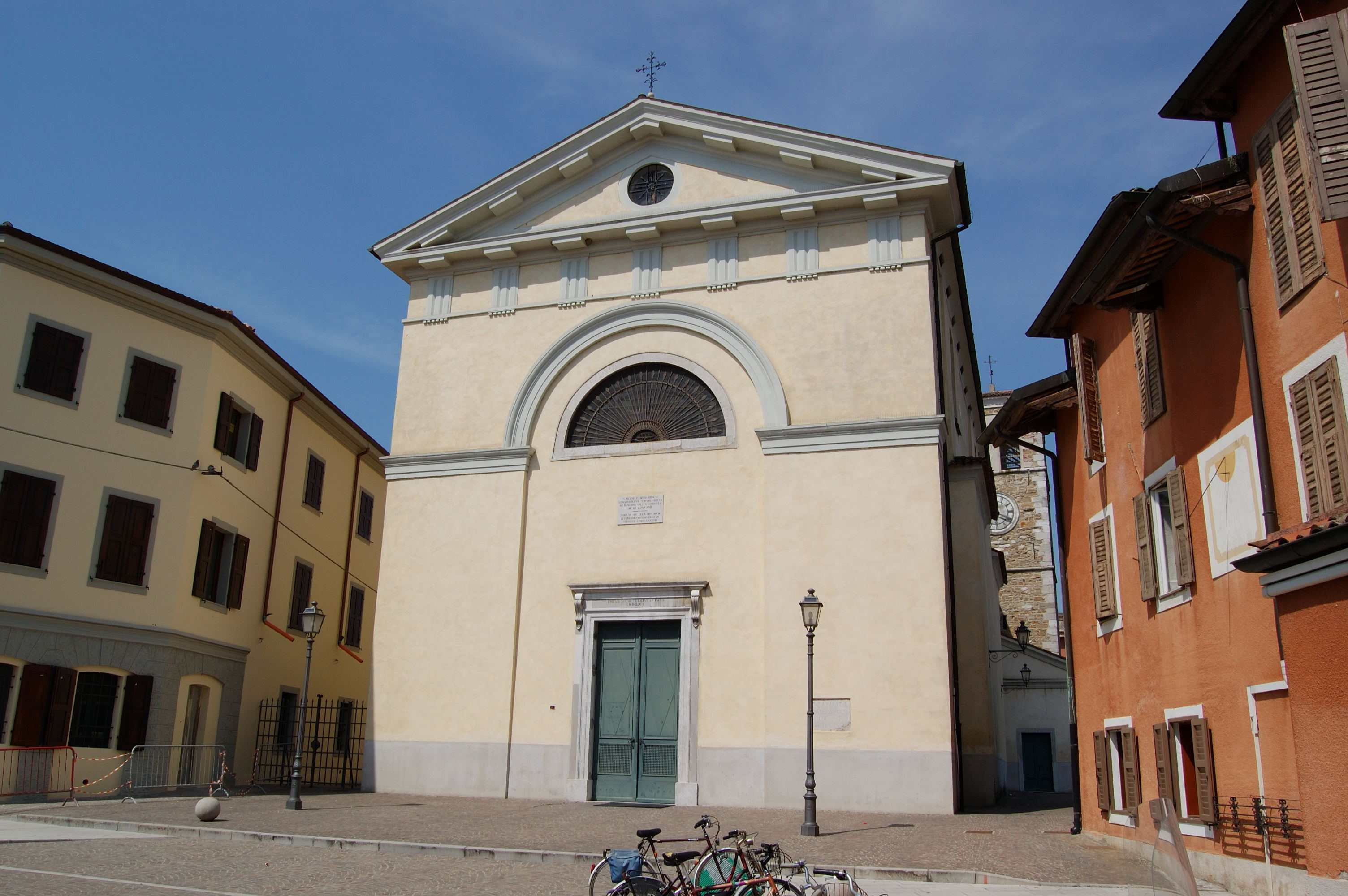
Kerk San Michele

Cervignano del Friuli is een gemeente in de Italiaanse provincie Udine (regio Friuli-Venezia Giulia) en telt 12.659 inwoners (31-12-2004). De oppervlakte bedraagt 28,5 km², de bevolkingsdichtheid is 443 inwoners per km².
De volgende frazioni maken deel uit van de gemeente: Scodovacca, Strassoldo, Muscoli.

## Demografie
Cervignano del Friuli telt ongeveer 5419 huishoudens. Het aantal inwoners steeg in de periode 1991-2001 met 3,5% volgens cijfers uit de tienjaarlijkse volkstellingen van ISTAT.
| Jaar | Inwoneraantal |
| ---- | ------------- |
| 1991 | 11.999        |
| 2001 | 12.421        |

## Geografie
De gemeente ligt op ongeveer 2 m boven zeeniveau.
Cervignano del Friuli grenst aan de volgende gemeenten: Aiello del Friuli, Bagnaria Arsa, Ruda, Terzo d'Aquileia, Torviscosa, Villa Vicentina.